# Marskland

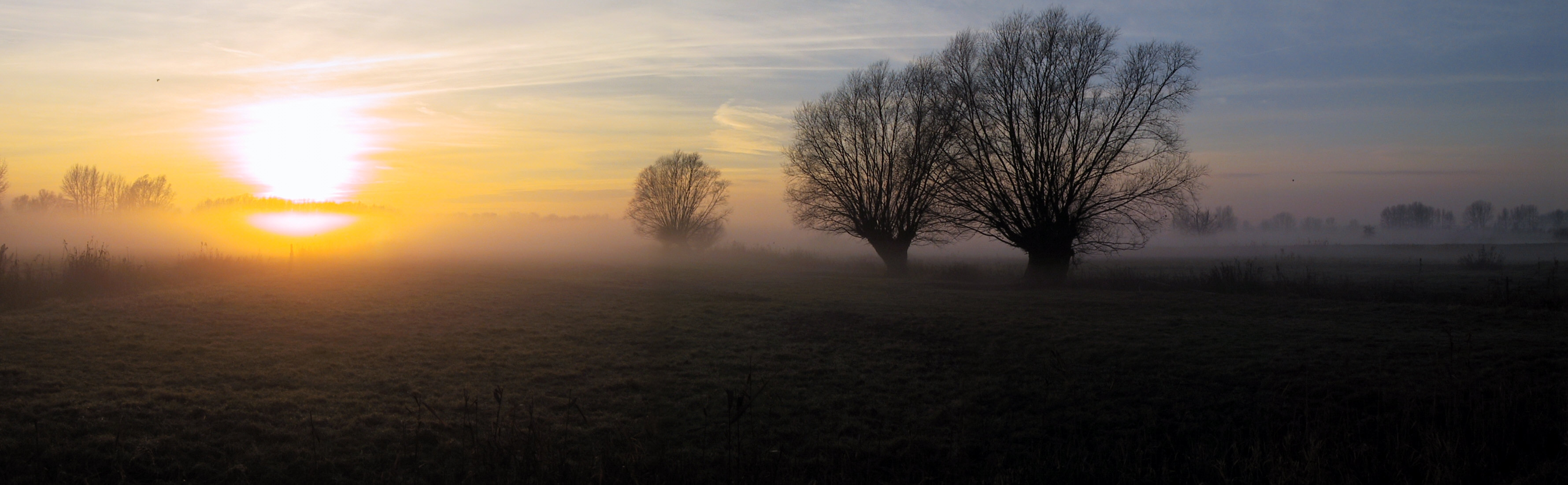
Wedeler Marsch i nordtyska Schleswig-Holstein

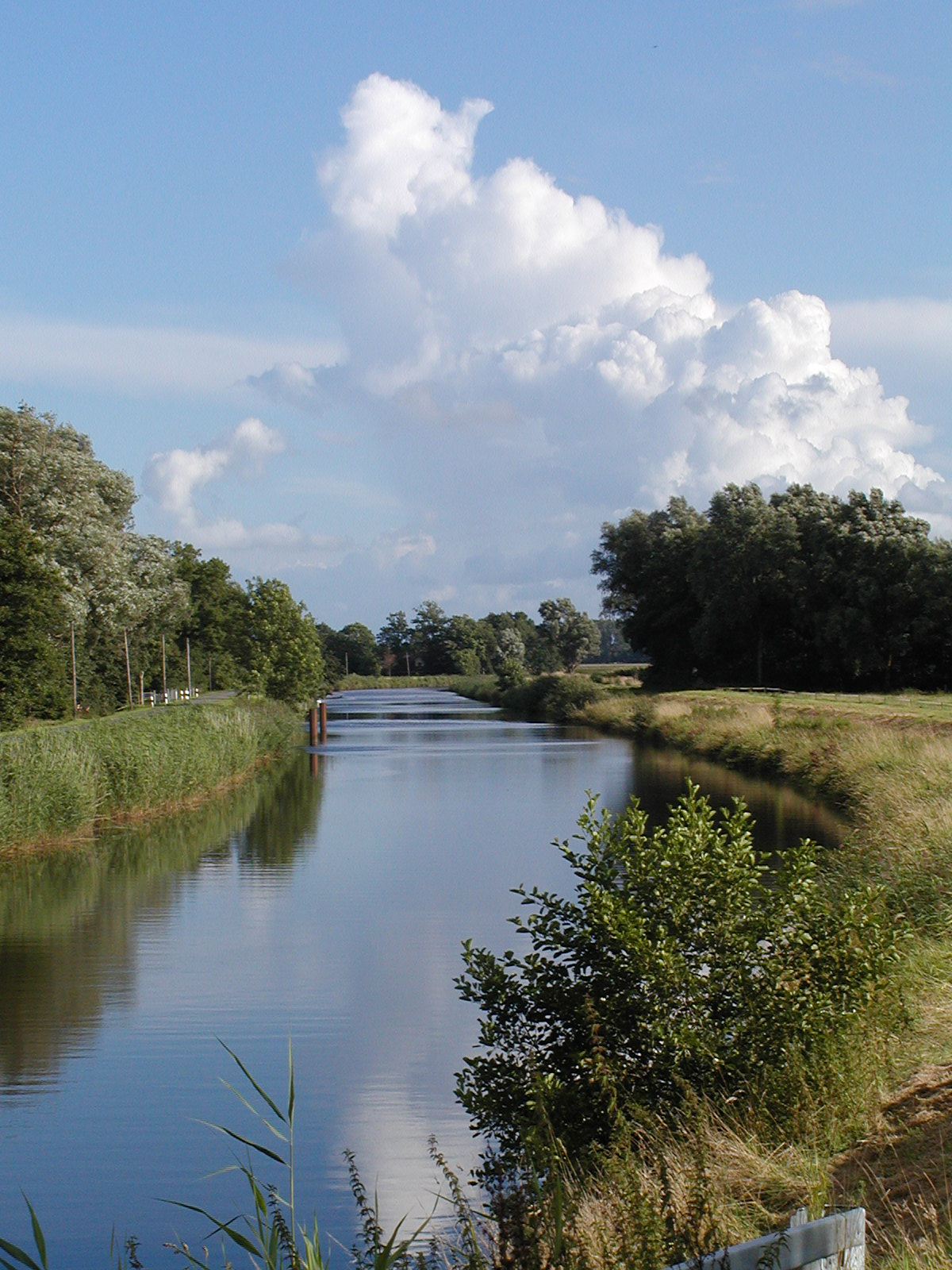
Hadler kanal har anlagts för att avvattna marsklandet i norra Tyskland

Marskland (ty. Marschland, av ned. marsch, lågt beläget ställe), eller marsk, är ett vid havskusten beläget, av tidvatten påverkat, flackt slättland, som är så lågt, att det vid flodtiden delvis eller helt och hållet översvämmas, och som bildats genom en med tiden uppkommande anhopning av sand på den förutvarande grunda strandbottnen. De sandpartiklar, som vid "flod" förs med havsvattnet upp över marsklandet, blir, när vattnet vid ebb åter drar sig tillbaka, till stor del kvarliggande, och efter hand bekläds marken med en ganska rik gräsvegetation, som ytterligare kvarhåller och sammanbinder sanden. Därigenom blir ytan allt högre och nås alltmer sällan av "floden". Marken tjänar då till betesmark, eller instängs den mot havet med konstgjorda fördämningar och odlas. Marskland finns bland annat vid Nederländernas,  nordvästra Tysklands och sydvästra Danmarks kuster.
Marsklandet är, till skillnad från det högre belägna och torrare geestlandskapet, i regel mycket bördigt. Det nordtyska marsklandet används i hög grad för grönsaks- och fruktodlingar, bland annat runt Hamburg. Gränsen mellan marsklandet och geestlandskapet har länge även utgjort en kulturell gräns. Ända in på 1900-talet försökte marsklandets invånare att avgränsa sig från den fattigare befolkningen i geestlandskapet, bland annat genom att undvika att äktenskap ingicks över denna gräns.